# Saranyu

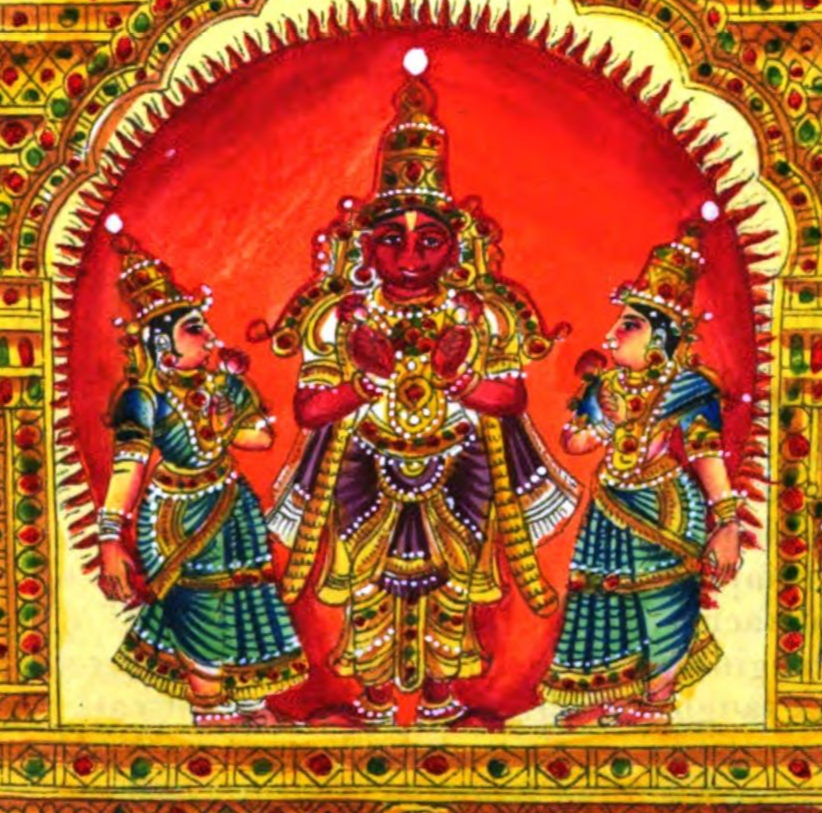
Saranyu med två hovdamer.

Saranyu är i indisk mytologi hustru till solguden Surya och moder till Yama (enligt somliga källor tillsammans med Suryas inkarnation Vivasvat). 
Saranyu kunde ersätta sig själv med en identisk kopia utan att maken märkte det.